# 밀양 단층
밀양 단층(密陽 斷層, Miryang Fault)은 양산 단층대의 일부로 경주시 건천읍 송선리에서 밀양시 삼랑진읍으로 이어지는 북북동-남남서 주향의 단층이다. 밀양 단층을 따라 다수의 미소 지진이 발생한다. 

## 개요
밀양 단층은 경상북도 경주시 건천읍에서 경상남도 밀양시 삼랑진읍까지 북북동-남남서 방향으로 추적된다. 또한 위성사진으로부터 경상북도 청도군 운문면 신원리에서 경상남도 밀양시 산내면 남명리를 거쳐 단장면 범도리 부근을 통과하는 북동 25° 방향의 뚜렷한 선형구조(lineament)와 계곡이 직선상으로 인지된다. 밀양 단층의 북서쪽에는 운문산(1,195m)이, 남동쪽에 가지산(1,241m)이 위치하며 인근의 산과 봉우리들은 1,000 m 이상의 높고 험준한 산세를 보여 영남 알프스라 불린다. 밀양 단층은 대부분 표토로 피복되어 단층핵을 직접 관찰하기 어렵다.

### 지질도폭
모량 지질도폭(1971)에서는 건천리-운문면을 잇는 단층으로서, 단층선을 따라 전단대(shear zone)가 발달하며 단층의 동측이 북쪽을 향해 상승한 것으로 보았다. 
유천 지질도폭(1988)에서는 운문산(1195.1 m) 북북동쪽에서 산내면 남명리를 거쳐 단장면 범도리 부근을 통과하는 선상구조(lineament)가 발달한 계곡으로 확인되었다. 범도리 부근에서 단층선의 서쪽 지역은 전단 운동에 수반된 것으로 보이는 습곡 구조가 있으며 범도리 일대의 단층대는 소규모의 취성 전단대만을 지니고 있다.
밀양 지질도폭(1987)에서는 삼랑진과 단장면 감물리를 지나는 비교적 뚜렷한 북동 20°주향의 단층으로 보고되었다. 삼랑진 이남에서는 보고된 바 없다.

### 통과 지역
건천 나들목 - 경주시 산내면 의곡리 - 청도군 운문면 신원리 - 밀양시 산내면 남명리 -단장면 범도리 - 국전리 - 삼랑진읍 율동리 

## 지진
밀양 단층은 타 단층에 비해 미소 지진이 상당히 많이 발생하는 편이다. 2009년부터 2016년까지 매년 밀양 단층 일대에서 평균 5회의 지진이 발생한 것으로 집계되고 발생 지진이 지표조사로 알려진 밀양 단층의 방향을 따라 선형적인 배열을 보인다. 2013년에는 20회의 지진이 밀양 단층 전역에서 발생하여 지하에 밀양 단층 혹은 아직 알려지지 않은 미지의 활성단층의 존재를 암시한다.
2019년 12월 29일 15시 32분 밀양시 밀양 단층 가까이에서 리히터 규모(ML) 3.5의 지진이 발생하였다. 이후 부산대학교에서 본진 후 발생하는 여진을 정밀 분석하기 위하여 임시지진관측소 개소를 설치하였다. 본진 3일 후인 2020년 1월 1일 여진이 발생했는데, 두 지진의 진앙은 비슷하나 PS시 분석 결과 본진은 지하 19.49 km, 여진은 지하 9.93 km 지점에서 발생한 것으로 분석되어 지진을 발생시킨 단층이 상하로 10 km 이상 연장될 가능성을 지시한다.
부산대학교(2022)는 2016년 경주 지진 이후 부산대학교 지구물리연구실과 원자력안전위원회가 운영한 임시 지진 관측망을활용해 밀양 단층 일대의 지진 활동을 분석하였다. 지진은 특정 깊이에 집중되지 않고 지하 5~20 km 깊이에서 발생하며 지표조사를 통해 확인된 밀양 단층의 서편에서 발생한다. 지진의 분포 특성에 따라 밀양 단층을 남부(S1)와 북부(S2)로 구분하였으며, 전반적으로 지표 조사로 확인된 밀양 단층과 유사한 진원분포가 나타난다.

## 같이 보기
- 양산 단층대
  - 모량 단층
  - 동래 단층
  - 일광 단층
- 한국의 지진
- 한국의 지질
- 경주시의 지질
- 청도군의 지질
- 밀양시의 지질